# Днепровец (Речицкий район)
Днепро́вец (бел. Дняпровец) — деревня в Жмуровском сельсовете Речицкого района Гомельской области Белоруссии.

## География

### Расположение
В 2 км на юг от районного центра и железнодорожной станции Речица (на линии Гомель — Калинковичи), 52 км от Гомеля.

## Транспортная сеть
Транспортные связи по автодорогам, идущих от Речицы. Планировка состоит из прямолинейной широтной улицы, к которой на западе и востоке присоединяются переулки. Жилые дома преимущественно деревянные, усадебного типа.

## История
Основана в начале 1920-х годов переселенцами из соседних деревень на бывших помещичьих землях. В 1931 году организован колхоз. Согласно переписи 1959 года в составе колхоза «40 лет Октября» (центр — деревня Бронное).

## Население

### Численность
- 2004 год — 50 хозяйств, 107 жителей.

### Динамика
- 1930 год — 15 дворов, 79 жителей.
- 1959 год — 188 жителей (согласно переписи).
- 2004 год — 50 хозяйств, 107 жителей.